# Llista de números de port
En informàtica, un port és una forma genèrica de denominar a una interfície per la que diferents tipus de dades poden ser enviades i rebudes. Aquesta interfície pot ser física o a nivell de programari (per exemple, els ports que permeten la transmissió de dades entre diferents ordinadors).
IANA és la responsable d'assignar els números de port TCP i UDP a cada usuari. Els ports ben coneguts (o well-know en anglès) estan en el rang de 0 a 1023. Els números de ports registrats (o registered port en anglès) es troben entre el 1024 i el 49151. Finalment, els números de port situats entre el 49152 i el 65535 són ports dinàmics o privats i no tenen cap aplicació assignada per defecte.
IANA no obliga a fer servir aquests ports, tan sols és una recomanació. A vegades, els ports poden ser usats per aplicacions o protocols diferents als establerts per l'IANA.
El 21 de març de 2001, l'ICANN va signar un contracte amb el govern dels EUA on es comprometia a realitzar la funció de l'IANA.
Les taules que es mostren a continuació tenen un camp on es mostra l'estatus d’Oficial si la combinació port-aplicació està a la llista d'assignació de ports de l'IANA i No oficial en cas contrari. Finalment, l'estatus Conflicte indica si el port el fa servir habitualment dues o més aplicacions o protocols.

## Ports 0 a 1023
| Port    | Description | Status                |
| ------- | --- | --------------------- |
| 0/tcp   | |                       |
| 0/udp   | Reservat; no utilitzar | Oficial               |
| 1/tcp   | TCPMUX (TCP port service multiplexer)                                                                                       | Oficial               |
| 7/tcp   | ECHO protocol | Oficial               |
| 7/udp   | ECHO protocol | Oficial               |
| 9/tcp   | DISCARD protocol | Oficial               |
| 9/udp   | DISCARD protocol | Oficial               |
| 13/tcp  | DAYTIME protocol | Oficial               |
| 13/udp  | DAYTIME protocol | Oficial               |
| 17/tcp  | QOTD (Quote of the Day) protocol                                                                                            | Oficial               |
| 19/tcp  | CHARGEN (Character Generator) protocol                                                                                      | Oficial               |
| 19/udp  | CHARGEN protocol | Oficial               |
| 20/tcp  | FTP (File Transfer Protocol) - port de dades                                                                                | Oficial               |
| 21/tcp  | FTP - port de control | Oficial               |
| 22/tcp  | SSH (Secure Shell) - usat per connexions segures, transferència d'arxius (scp, sftp) i port forwarding                      | Oficial               |
| 23/tcp  | Telnet protocol - comunicacions en mode text no encriptades                                                                 | Oficial               |
| 25/tcp  | SMTP (Simple Mail Transfer Protocol) - usat per enviar E-mails                                                              | Oficial               |
| 37/tcp  | TIME protocol | Oficial               |
| 37/udp  | TIME protocol | Oficial               |
| 49/udp  | TACACS protocol | Oficial               |
| 53/tcp  | DNS (Domain Name Server) | Oficial               |
| 53/udp  | DNS | Oficial               |
| 67/udp  | BOOTP (BootStrap Protocol) servidor; també usat per DHCP (Dynamic Host Configuration Protocol)                              | Oficial               |
| 68/udp  | BOOTP client; també usat per DHCP                                                                                           | Oficial               |
| 69/udp  | TFTP (Trivial File Transfer Protocol)                                                                                       | Oficial               |
| 70/tcp  | Gopher protocol | Oficial               |
| 79/tcp  | Finger protocol | Oficial               |
| 80/tcp  | HTTP (HyperText Transfer Protocol) - usat per transferir pàgines web                                                        | Oficial               |
| 88/tcp  | Kerberos - agent d'autenticació                                                                                             | Oficial               |
| 109/tcp | POP2 (Post Office Protocol version 2) - usat per rebre E-mails                                                              | Oficial               |
| 110/tcp | POP3 (Post Office Protocol version 3) - usat per rebre E-mails                                                              | Oficial               |
| 113/tcp | ident - antic sistema d'identificació de servidors, encara usat avui en dia per servidors d'IRC per identificar els usuaris | Oficial               |
| 119/tcp | NNTP (Network News Transfer Protocol) - usat per rebre missatges de grups de notícies                                       | Oficial               |
| 123/udp | NTP (Network Time Protocol) - usat per la sincronització                                                                    | Oficial               |
| 139/tcp | NetBIOS | Oficial               |
| 143/tcp | IMAP4 (Internet Message Access Protocol 4) - usat per rebre E-mails                                                         | Oficial               |
| 161/udp | SNMP (Simple Network Management Protocol)                                                                                   | Oficial               |
| 179/tcp | BGP (Border Gateway Protocol)                                                                                               | Oficial               |
| 194/tcp | IRC (Internet Relay Chat)                                                                                                   | Oficial               |
| 389/tcp | LDAP (Lightweight Directory Access Protocol)                                                                                | Oficial               |
| 443/tcp | HTTPS - HTTP sobre SSL (transmissió encriptada)                                                                             | Oficial               |
| 445/tcp | Microsoft-DS | Oficial               |
| 445/udp | Microsoft-DS | Oficial               |
| 465/tcp | SMTP sobre SSL - CONFLICTE amb un protocol registrat per Cisco                                                              | No oficial, Conflicte |
| 514/udp | syslog protocol - usat per fer el login del sistema                                                                         | Oficial               |
| 540/tcp | UUCP (Unix-to-Unix Copy Protocol)                                                                                           | Oficial               |
| 542/tcp | Comerç (Aplicacions de comerç)                                                                                              | Oficial               |
| 542/udp | Comerç (Aplicacions de comerç)                                                                                              | Oficial               |
| 554/tcp | RTSP (Real Time Streaming Protocol)                                                                                         | Oficial               |
| 587/tcp | email message submission (SMTP) (document RFC 2476)                                                                         | Oficial               |
| 591/tcp | FileMaker 6.0 Web Sharing (també és un port HTTP, mirar port 80)                                                            | Oficial               |
| 636/tcp | LDAP sobre SSL (transmissió encriptada)                                                                                     | Oficial               |
| 666/tcp | id Software's Doom multijugador joc online sobre TCP                                                                        | Oficial               |
| 873/tcp | rsync Protocol de sincronització d'arxius                                                                                   | Oficial               |
| 901/tcp | Samba Web Administration Tool (SWAT)                                                                                        | No oficial            |
| 981/tcp | SofaWare Technologies Gestió remota d'HTTPS per a dispositius tallafocs funcionant amb programari incrustat                 | No oficial            |
| 993/tcp | IMAP4 sobre SSL (transmissió encriptada)                                                                                    | Oficial               |
| 995/tcp | POP3 sobre SSL (transmissió encriptada)                                                                                     | Oficial               |

## Ports 1024 a 49151
| Port                | Description | Status                |
| ------------------- | --- | --------------------- |
| 1080/tcp            | SOCKS proxy | Oficial               |
| 1099/tcp            | RMI Registre | Oficial               |
| 1099/udp            | RMI Registre | Oficial               |
| 1198/tcp & udp      | The cajo project Arxivat 2006-09-25 a Wayback Machine. Computació dinàmica, transparent i distribuïda en Java | Oficial               |
| 1214/tcp            | Kazaa (L'usuari pot canviar el port) | Oficial               |
| 1223/tcp+udp        | TGP: "TrulyGlobal Protocol" també conegut com "The Gur Protocol" | Oficial               |
| 1337/tcp            | menandmice.com DNS (no confondre amb el port estàndard DNS). Sovint utilitzat en ordinadors compromesos/infectats. | Oficial               |
| 1337/tcp            | WASTE Programa de compartició d'arxius encriptats | No oficial, Conflicte |
| 1352/tcp            | IBM Lotus Notes/Domino RCP | Oficial               |
| 1387/tcp            | Computer Aided Design Software Inc LM (cadsi-lm) | Oficial               |
| 1387/udp            | Computer Aided Design Software Inc LM (cadsi-lm) | Oficial               |
| 1414/tcp            | IBM MQSeries | Oficial               |
| 1433/tcp            | Microsoft SQL Base de dades | Oficial               |
| 1434/tcp            | Microsoft SQL Monitor | Oficial               |
| 1434/udp            | Microsoft SQL Monitor | Oficial               |
| 1494/tcp            | Citrix MetaFrame ICA Client | Oficial               |
| 1521/tcp            | Oracle database default listener - CONFLICTE amb: nCube License Manager | No oficial, Conflicte |
| 1547/tcp            | Laplink | Oficial               |
| 1547/udp            | Laplink | Oficial               |
| 1761/tcp            | Novell utilitat de control remot Zenworks - CONFLICTE amb: cft-0 | No oficial, Conflicte |
| 1863/tcp            | MSN Messenger | Oficial               |
| 1900/udp            | Microsoft SSDP Enables discovery of UPnP devices | Oficial               |
| 1984/tcp            | Big Brother - eina de monitoratge de la xarxa | Oficial               |
| 2000/udp            | Cisco SCCP (Skinny) | Oficial               |
| 2000/tcp            | Cisco SCCP (Skinny) | Oficial               |
| 2030                | Oracle Serveis per a Microsoft Transaction Server | No oficial            |
| 2082/tcp            | port per defecte de CPanel - CONFLICTE amb: Infowave Mobility Server | No oficial, Conflicte |
| 2083/tcp            | port per defecte de CPanel per a connexions SSL | No oficial            |
| 2086/tcp            | port per defecte de WebHost Manager - CONFLICTE amb: GNUnet | No oficial, Conflicte |
| 2087/tcp            | port per defecte de WebHost Manager per a connexions SSL | No oficial            |
| 2095/tcp            | port per defecte de CPanel per a connexions webmail | No oficial            |
| 2096/tcp            | port per defecte de CPanel per a connexions webmail via SSL connections | No oficial            |
| 2181/tcp            | EForward- sistema de transport de documents | Oficial               |
| 2181/udp            | EForward-sistema de transport de documents | Oficial               |
| 2427/udp            | Cisco MGCP | Oficial               |
| 2447/tcp            | ovwdb - OpenView Network Node Manager (NNM) daemon | Oficial               |
| 2447/udp            | ovwdb - OpenView Network Node Manager (NNM) daemon | Oficial               |
| 2710/tcp            | XBT Bittorrent Tracker | No oficial            |
| 2710/udp            | XBT Bittorrent Tracker experimental UDP extensió tracker | No oficial            |
| 3030/tcp            | NetPanzer |                       |
| 3030/udp            | NetPanzer |                       |
| 3050/udp            | gds_db | Oficial               |
| 3050/tcp            | gds_db | Oficial               |
| 3128/tcp            | HTTP usat per web caches i el port per defecte per a Squid cache | Oficial               |
| 3306/tcp            | MySQL Sistema de base de dades | Oficial               |
| 3389/tcp            | Microsoft Terminal Server (RDP) Oficialment enregistrat com a Windows Based Terminal (WBT) | Oficial               |
| 3396/tcp            | Novell Agent d'impressió NDPS | Oficial               |
| 3689/tcp            | DAAP Digital Audio Access Protocol usat per Apple's ITunes | Oficial               |
| 3690/tcp            | Subversion version control system | Oficial               |
| 4662/tcp            | eMule - port usat habitualment | No oficial            |
| 4672/udp            | eMule - port usat habitualment | No oficial            |
| 4899/tcp            | RAdmin eina d'administració remota (sovint Cavall de Troia) | Oficial               |
| 5000/tcp            | Universal plug-and-play (UPnP) - Dispositiu d'interoperabilitat de xarxa de Windows; CONFLICTE amb ús enregistrat: commplex-main | No oficial, Conflicte |
| 5121                | Neverwinter Nights i modificacions, com ara Dungeon Eternal X | No oficial            |
| 5190/tcp            | AOL i AOL Instant Messenger | Oficial               |
| 5222/tcp            | XMPP/Jabber - connexió del client | Oficial               |
| 5223/tcp            | XMPP/Jabber - port per defecte per connexió client SSL | No oficial            |
| 5269/tcp            | XMPP/Jabber - connexió del servidor | Oficial               |
| 5432/tcp            | PostgreSQL sistema de base de dades | Oficial               |
| 5517/tcp            | Setiqueue Client servidor proxy per SETI@Home | No oficial            |
| 5800/tcp            | VNC protocol d'escriptori remot - utilitzat amb HTTP | No oficial            |
| 5900/tcp            | ARD/VNC protocol d'escriptori remot - port habitual | No oficial            |
| 6000/tcp            | X11 - usat per X-windows | Oficial               |
| 6112/udp            | Blizzard's Battle.net servei de jocs on-line - CONFLICTE amb ús registrat: "dtspcd" és un daemon de xarxa que accepta peticions de clients per a clients per tal d'executar comandes i iniciar aplicacions remotament                                                | No oficial, Conflicte |
| 6346/tcp            | Gnutella Compartició d'arxius (Bearshare, Limewire etc.) | Oficial               |
| 6347/udp            | Gnutella | Oficial               |
| 6600/tcp            | mpd - port per defecte que mpd que escolta als clients que estan connectats | No oficial            |
| 6667/tcp            | IRC (Internet Relay Chat) - port usat habitualment | No oficial            |
| 6881/tcp            | BitTorrent - port usat habitualment | No oficial            |
| 6882/tcp            | BitTorrent - port usat habitualment | No oficial            |
| 6891-6900/tcp & udp | MSN Messenger (Transferència d'arxius) | Oficial               |
| 6901/tcp & udp      | MSN Messenger (Veu) | Oficial               |
| 6969/tcp            | BitTorrent tracker port - CONFLICTE amb ús enregistrat: acmsoda | No oficial, Conflicte |
| 7312/udp            | Sibelius Port del servidor de llicència | No oficial            |
| 8000/tcp            | iRDMI - sovint usat erròniament en lloc del port 8080 | Oficial               |
| 8000/tcp            | Port habitual per a streams de ràdio a través d'internet com ara els que utilitzen SHOUTcast | No oficial, Conflicte |
| 8010/tcp            | XMPP/Jabber Transferència d'arxius | No oficial            |
| 8080/tcp            | HTTP Alternatiu (http-alt) - usat quan està en funcionament un segon servidor web en la mateixa màquina (l'altre està en el port 80), per web proxy i servidor de caching, o per utilitzar un servidor web com a usuari no-root. Port per defecte de Jakarta Tomcat. | Oficial               |
| 8118/tcp            | Privoxy web proxy - web proxy de filtrat d'anuncis | Oficial               |
| 9009/tcp            | Pichat - Peer to peer chat software | Oficial               |
| 11576               | IPStor Servidor de gestió de comunicacions | No oficial            |
| 11371               | OpenPGP HTTP Keyserver | Oficial               |
| 27010               | Half-Life i les seves modificacions, com ara Counter-Strike | No oficial            |
| 27015               | Half-Life i les seves modificacions, com ara Counter-Strike | No oficial            |
| 27374               | Port per defecte de Sub7. | No oficial            |
| 27000/udp           | (fins a 27006) id Software's QuakeWorld servidor mestre | No oficial            |
| 27500/udp           | (fins a 27900) id Software's QuakeWorld | No oficial            |
| 27960/udp           | (fins a 27969) id Software's Quake III Arena i jocs derivats de Quake III | No oficial            |
| 31337/tcp           | Back Orifice - eina d'administració remota (sovint Cavall de Troia) | No oficial            |

## Ports 49152 a 65535
Per definició, cap port pot ser oficialment registrat al rang de ports dinàmics.